# Ahmed Joundi
Pour l’article homonyme, voir Darina Al Joundi.
Ahmed Joundy (variante en français : Joundy[réf. souhaitée]) est un homme politique marocain né en 1913 à Fès et mort le 15 avril 1969 à Casablanca[réf. nécessaire].
Il a notamment été ministre du Commerce, de l’Industrie moderne, des Mines, de l’Artisanat et de la Marine marchande pendant le conseil Hassan II 2.

## Biographie
Ahmed Joundy Alami, homme d'affaires, homme politique et militant nationaliste marocain, marié à Khadija Zeghari et père de cinq enfants (Rachid, Mamoun, Noureddine, Aziz et Fatiha), est né à Fès en 1913.
Haut cadre du parti de l'Istiqlal, il présida l'antenne de Paris durant les années de résistance contre l'autorité coloniale. Il fut l'un des industriels les plus prospères des années 1940 et 1950.  Spécialisé dans l'industrie du textile et dans le tissage en particulier, il était propriétaire de plusieurs usines au Maroc, au Sénégal et en Côte d'ivoire.
Il a joué un rôle de liaison entre le mouvement national marocain et les autorités françaises durant les négociations de Saint-Germain-en-Laye, tout au long de l'année 1954 et 1955. Il a financé les déplacements et a accueilli dans son appartement parisien les membres de la délégation nationaliste marocaine (Allal Al Fassi, Mehdi Ben Barka, Abderrahim Bouabid…) et a participé proactivement aux négociations qui ont abouti au retour du sultan Mohammed ben Youssef — futur roi Mohammed V — d'exil et à l'indépendance retrouvée du Maroc.
Durant les premières années de l'indépendance, il a créé plusieurs sociétés spécialisées dans le domaine de la promotion immobilière.
Il a aussi a été nommé ministre du Commerce, de l’Industrie moderne, des Mines, de l’Artisanat et de la Marine marchande du 2 juin 1961 au 5 janvier 1963, lors de l'instauration du deuxième gouvernement présidé par le roi Hassan II.
Parmi ses plus grandes réalisations en tant que ministre de l'Industrie, figure la création de la Somaca, société étatique spécialisée dans le montage et l'assemblage de véhicules automobiles, pionnière dans l'industrie automobile au Maroc, qui a produit plusieurs modèles de véhicules à bas coût, accessibles à la classe moyenne de l'époque. C'est dans le cadre de la signature entre la Somaca et Fiat qu'il a été décoré de la légion d'honneur Italienne par le président du conseil italien en 1961.
Il est mort à Casablanca le 15 avril 1969.